# Epimetheus (satelit natural)
Epimetheus /e.pi.me'te.us/ este un satelit interior al lui Saturn. Este cunoscut și sub numele de Saturn XI. Este numit după mitologicul Epimeteu, fratele lui Prometeu.

## Descoperire

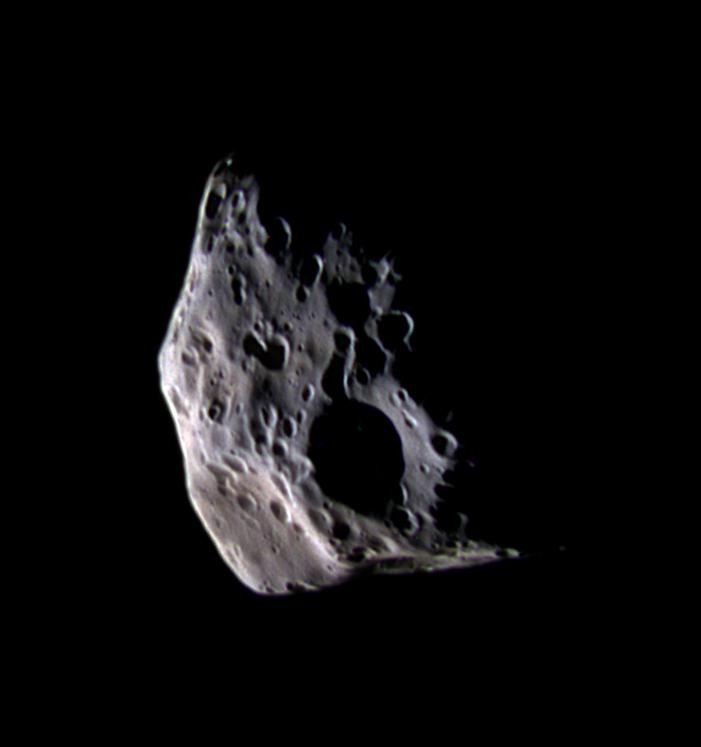
Epimetheus

Epimetheus ocupă în esență aceeași orbită ca și satelitul Janus. Astronomii au presupus că există un singur corp pe acea orbită (necrezând că doi sateliți ar putea împărtăși orbite aproape identice fără să se ciocnească  ) și, în consecință, au avut dificultăți în a-i determina caracteristicile orbitale. Observațiile erau fotografice și distanțate larg în timp, astfel încât, deși prezența a două obiecte nu era evidentă, observațiile erau greu de reconciliat cu o orbită rezonabilă. 
Audouin Dollfus a observat un satelit pe 15 decembrie 1966,  căruia i-a propus numele „Janus”.  Pe 18 decembrie, Richard Walker a făcut o observație similară, care este acum creditată drept descoperirea lui Epimetheus.  Cu toate acestea, la acea vreme, se credea că pe orbita dată ar exista un singur satelit, cunoscută neoficial ca „Janus”. 
Doisprezece ani mai târziu, în octombrie 1978, Stephen M. Larson și John W. Fountain și-au dat seama că observațiile din 1966 au fost cel mai bine explicate prin două obiecte distincte (Janus și Epimetheus) care împărtășesc orbite foarte asemănătoare.  Acest lucru a fost confirmat în 1980 de Voyager 1,  și astfel Larson și Fountain împărtășesc oficial descoperirea lui Epimetheus cu Walker.  Un satelit care a fost probabil Epimetheus a apărut în două imagini Pioneer 11 și a fost desemnat 1979S1, există totuși incertitudini, deoarece cele două imagini nu au fost suficiente pentru a permite calcularea unei orbite fiabile. 
Epimetheus și-a primit numele în 1983. Numele Janus a fost aprobat de IAU în același timp, deși numele a fost folosit informal de când Dollfus l-a propus la scurt timp după descoperirea din 1966. 

## Orbită

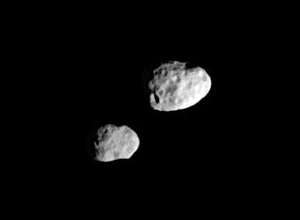
Epimetheus (stânga jos) și Janus (dreapta) văzuți pe 20 martie 2006, la două luni după schimbarea orbitelor. Cei doi sateliți apar apropiați doar din cauza perspectivei ; în realitate, Janus este cu aprox. 40.000 km mai departe de Cassini decât Epimetheus.

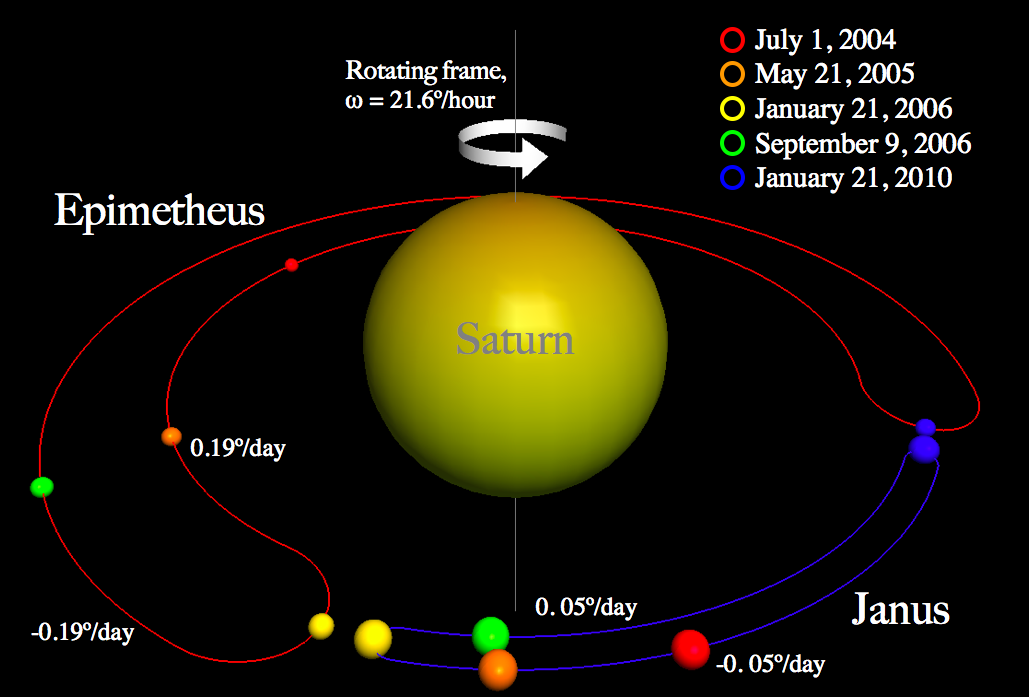
Reprezentare cu cadru de referință rotativ a orbitelor potcoavă ale lui Janus și Epimetheus

Animația orbitei lui Epimetheus – Cadru de referință rotativ
Saturn·
Janus·
Epimetheus

Orbita lui Epimetheus este coorbitală cu cea a lui Janus. Raza orbitală medie a lui Janus față de Saturn este, din 2006 (după cum se arată prin culoarea verde în imaginea alăturată), de numai 50 km mai mică decât cea a lui Epimetheus, o distanță mai mică decât raza medie a ambilor sateliți. În conformitate cu legile mișcării planetare ale lui Kepler, orbita mai apropiată este finalizată mai repede. Din cauza diferenței mici, este finalizată în doar aproximativ 30 de secunde mai puțin. În fiecare zi, satelitul interior este cu 0,25° mai departe în jurul lui Saturn decât satelitul exterior. Pe măsură ce satelitul interior îl ajunge din urmă pe satelitul exterior, atracția lor gravitațională reciprocă crește impulsul satelitului interior și îl scade pe cel al satelitului exterior. Acest impuls adăugat înseamnă că distanța satelitului interior față de Saturn și perioada orbitală sunt crescute, iar cele ale satelitului exterior sunt reduse. Momentul și magnitudinea schimbului de impuls este de așa natură încât sateliții schimbă efectiv orbitele, fără a se apropia niciodată mai mult de aproximativ 10.000 km. La fiecare întâlnire, raza orbitală a lui Janus se modifică cu ~20 km și a lui Epimetheus cu ~80 km: orbita lui Janus este mai puțin afectată, deoarece este de patru ori mai masiv decât Epimetheus. Schimbul are loc aproape la fiecare patru ani; ultimele apropieri mari au avut loc în ianuarie 2006,  2010, 2014 și 2018. Aceasta este singura astfel de configurație orbitală a sateliților cunoscută în Sistemul Solar  (deși, 3753 Cruithne este un asteroid care este co-orbital cu Pământul).
Relația orbitală dintre Janus și Epimetheus poate fi înțeleasă în termenii problemei circulare restricționate a celor trei corpuri, ca un caz în care cei doi sateliți (al treilea corp fiind Saturn) sunt similari ca mărime unul cu celălalt.

## Caracteristici fizice
Există mai multe cratere Epimetheene mai mari de 30 km în diametru, precum și creste și șanțuri atât mari, cât și mici. Craterizarea extinsivă indică faptul că Epimetheus trebuie să fie destul de vechi. Janus și Epimetheus s-ar putea să se fi format dintr-o perturbare a unui singur corp părinte pentru a forma sateliți coorbitali, dar dacă acesta este cazul, întreruperea trebuie să fi avut loc la începutul istoriei sistemului de sateliți. Din cauza densității sale foarte scăzute și a albedo-ului relativ ridicat, este foarte probabil ca Epimetheus este un corp de gheață foarte poros.  Există totuși o incertitudine considerabilă în aceste valori și, prin urmare, aceasta rămâne să fie confirmată. 
Polul sud arată ceea ce ar putea fi rămășițele unui crater mare care acoperă cea mai mare parte a acestei fețe a satelitului și care ar putea fi responsabil pentru forma oarecum aplatizată a părții de sud a lui Epimetheus. 
Se pare că există două tipuri de teren: zone mai întunecate, mai netede și terenuri mai strălucitoare, puțin mai gălbui, fracturate. O interpretare este că materialul mai întunecat se mișcă în mod evident în pante și are probabil un conținut mai mic de gheață decât materialul mai strălucitor, care pare mai degrabă ca „roca de bază”. Cu toate acestea, materialele de pe ambele terenuri sunt probabil să fie bogate în gheață.

### Forme de relief
Craterele de pe Epimetheus, ca și cele de pe Janus, sunt numite după personaje din legenda lui Castor și Pollux. 
| Nume     | Pronunție     | latină sau greacă |
| -------- | ------------- | ----------------- |
| Hilaeira | /hi.la'e.ri.a | Ἱλάειρα           |
| Pollux   | /'po.luks/    | Pollūx            |

Primul a fost scris greșit „Hilairea” la USGS, care probabil ar fi pronunțat /hi.la.i're.a/

## Interacțiuni cu inelele
Un inel slab de praf este prezent în jurul regiunii ocupate de orbitele lui Epimetheus și Janus, așa cum reiese din imaginile făcute în lumină împrăștiată înainte, de sonda spațială Cassini în 2006. Inelul are o întindere radială de aproximativ 5000 km.  Sursa sa sunt particulele aruncate de pe suprafața lor de impacturi cu meteoroizi, care apoi formează un inel difuz în jurul căilor lor orbitale. 
Alături de Janus, Epimetheus acționează ca un satelit păstor, menținând marginea exterioară bine definită a Inelului A într-o rezonanță orbitală de 7:6. Efectul este mai evident atunci când Janus care este mai masiv se află pe orbita rezonantă (interioară). 

## Galerie

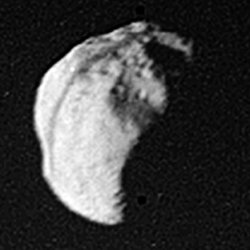
Epimetheus traversat de umbra Inelului F, așa cum a fost fotografiat de Voyager 1 (NASA)
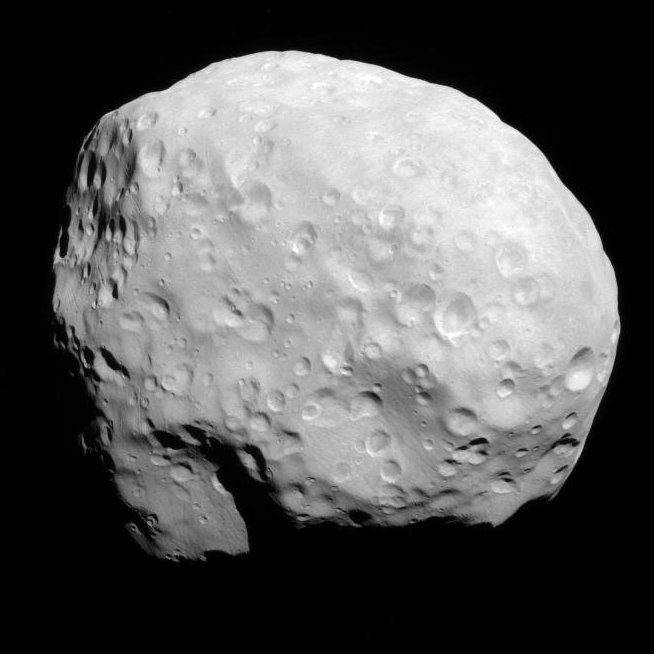
Epimetheus - zbor (6 decembrie 2015)
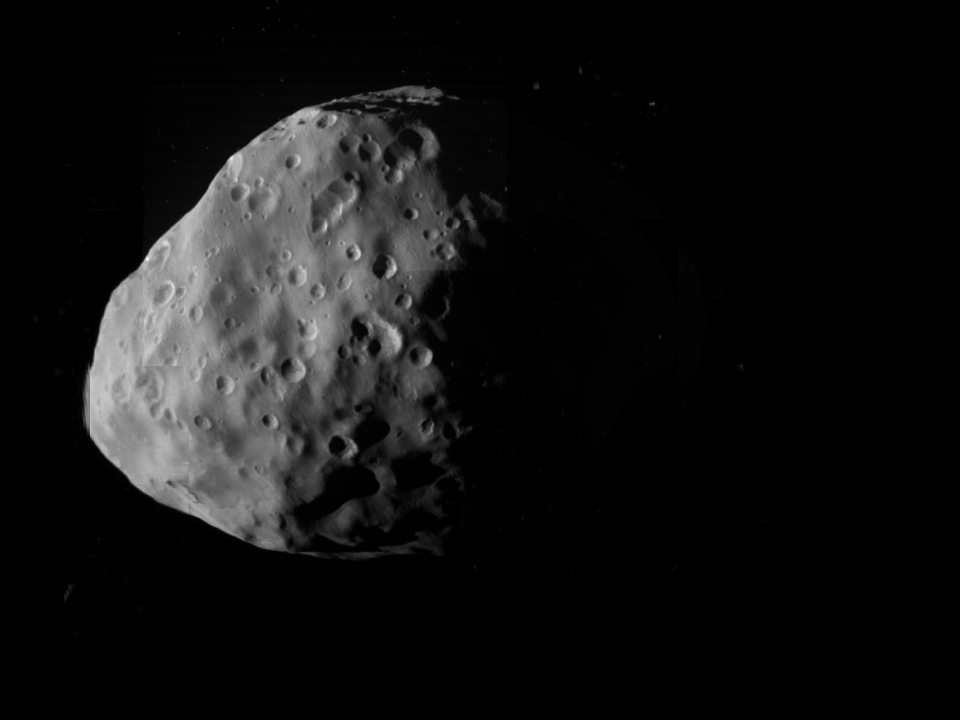
Mozaic din cinci imagini din timpul zborului din februarie 2017